# Culture des céréales dans les années 1950
Cet article présente l'histoire de la culture des céréales dans les années 1950.

## Années 1950
La très forte croissance économique mondiale des années 1950 dope la demande de céréales mais l'offre progresse encore plus vite, grâce à des réformes structurelles en Europe et en Russie, mais aussi à des prix de vente très fermes jusqu'en 1953. Les perdants sont les grands exportateurs argentins et canadiens, qui ne pèseront plus que respectivement 3 % et 6 % de la production mondiale à la fin de la décennie après avoir été accaparés par leurs grands projets industriels et hydrauliques. Avec la réapparition d’excédents céréaliers au milieu des années 1950, les principaux pays exportateurs décidèrent de ne pas se formaliser de leurs stocks croissants, maintenus à l'écart du marché mondial afin de maintenir les prix dans les fourchettes stipulées par l’Accord international de 1949, qui sera reformulé en 1953. La version de 1949 est bien jugée, grâce à la fermeté des prix qui la suit mais celle de 1953 reflète une offre émiettée et surcapacitaire. Les exportateurs s’efforcent alors de trouver de nouveaux débouchés à des conditions spéciales vers des pays alors incapables de financer de larges importations commerciales de céréales, faute de disponibilités monétaires suffisantes, comme l'Inde qui se lance dans un cycle d'importations en 1956.

### Sous Péron, le blé argentin taxé et en perte de vitesse à l'exportation
Entre la fin des années 1930 et le milieu des années 1950, l'Argentine, péroniste depuis 1946? subit une récession agricole : la production moyenne de céréales et d'oléagineux baisse de 16 à 13 millions de tonnes tandis que les surfaces pampéennes cultivées passent de 16 à 11 millions d'hectares. Les exportations américaines en Europe, rivales de celle de l'Argentine, ont en effet été dopées par le plan Marshall tandis que la Grande-Bretagne délaisse le blé argentin, coupable d'avoir soutenu l'Espagne de Franco, et relance sa propre production dès 1949.
Le premier gouvernement péroniste (1946-1955) instaure de plus des prélèvements sur les agro-exportations afin de financer son soutien à la production industrielle. L'État s'approprie la rente différentielle, entre prix d'achats et ventes réalisées à l'échelle internationale, tout en "protégeant" plus ou moins les prix agricoles internes des effets de la hausse des prix sur le marché mondial. Face à ses difficultés, l'Argentine se tournera à la fin de la décennie vers la nouvelle CEE qui lui achète plus des deux tiers de la viande et le quart du blé qu'elle exporte.

### Les agriculteurs français foncent vers les réformes structurelles
En 1955, la France comptait encore environ 2,3 millions d'exploitations agricoles, dont une partie à très faibles revenus. Environ 80 % des exploitations agricoles comptaient moins de 20 hectares de superficie agricole utilisée et 0,8 % seulement plus de 100 hectares. D'où le désir de réformes structurelles pour une agriculture plus productive, avec des mesures permettant aux exploitations petites ou moyennes mais potentiellement viables de se moderniser. Les cultures de céréales seront les grandes gagnantes de ces réformes, avec une hausse des surfaces cultivées de 8 % en un demi-siècle, celles des autres grandes cultures de 1950 (betteraves, pommes de terre) étant au contraire divisées par trois. Les bois et forêts sont passés de 20 à 27 % du territoire de 1950 à 1990, tandis que la surface du territoire non agricole a presque doublé depuis 1950. Sous la pression du Centre national des jeunes agriculteurs (CNJA), une politique dite « des structures » va se mettre en place. La loi d'orientation de 1960, puis la loi complémentaire de 1962, portée par Edgard Pisani, ministre de l'Agriculture ont répondu à ces demandes de la fin des années 1950. La grande culture du blé, modernisée, en tire profit : le rendement moyen du blé tendre augmentera de 1,26 quintal par hectare et par an entre 1956 et 1999, passant de 26,7 quintaux à l'hectare en 1960, à 52 en 1980 puis 77,5 en 1998.

### Bulle de 1949-1953, causée par le déficit de riz
La diminution de la demande européenne d'importations aurait normalement, limité, dès 1949 ou 1950, les marchés des pays exportateurs pour les forcer à des réductions sensibles de leurs cultures. Mais dans l'intervalle, de nouveaux marchés sont apparus en Asie, où l'accroissement de la production de riz est insuffisante face à l'accélération du rythme d'accroissement démographique. La pénurie de riz eut pour effet de maintenir à un haut niveau la demande de blé. Plus de la moitié du commerce international du blé étant, à un moment donné, soumis aux prix de l'accord international de 1949, le producteur américain reçoit 2,06 dollars le boisseau, le français 2,60, et l'italien 2,87, alors que le prix de la meilleure qualité de blé canadien est tombée à 1,70 sur le marché.
La guerre de Corée et un affaissement de la production en Argentine contribuèrent encore à maintenir les cours du blé. Les exportateurs traditionnels ont pu accroître leur capacité de production sans subir la baisse des importations de l'Europe ne vienne les forcer à réorganiser leur politique agricole. Quatre des principaux exportateurs subventionnent alors massivement la vente du blé : États-Unis, Argentine, France et Turquie. Au contraire l'Australie et le Canada ne subventionnent pas : le prix initial payé au producteur est inférieur au prix du marché international.
La production mondiale 1952-53 et 1953-54 fait un bond important, grâce à d'excellentes récoltes aux États-Unis en Turquie et au Canada, avec de plus un changement radical en Argentine, où les exportations sont élargies, tandis que dans le sud-est asiatique, des plans de développement agricole, réduisent sensiblement les importations. Résultat, le prix du blé canadien Northern N1, vendu sur le marché libre, a chuté de 25 % quatre ans, à partir de 1951-52. La même qualité de blé vendu via l'Accord international a baissé de moins de 10 %, situation qui rappelle celle de 1926 à 1929, avant la crise mondiale. Malgré cette crise, dans certains pays (Turquie, Allemagne de l'Ouest), les prix à la production restent plus élevés en 1955 qu'en 1954.

### L'Angleterre attaque l'Accord International et se tourne vers la Russie
Après la Seconde Guerre mondiale, l'Angleterre combat la pénurie par des contrats annuels avec le Canada, dans le cadre d'une coopération à long terme, visant l'horizon 1950. Mais peu après, Londres lance un programme pour diminuer sa dépendance extérieure et réussit une augmentation de sa production de blé entre 1949 et 1951 : elle grimpe de 64 à 89 millions de boisseaux. Par conséquent, ses importations reviennent de 187 à 153 millions de boisseaux. Londres, dans un premier temps.
En août 1953, le refus anglais d'adhésion à l'Accord international est motivé par la politique extérieure de crédits des États-Unis et à leur politique intérieure de soutien des prix. En 1954, les importateurs anglais ont acheté 35 % de moins qu'en 1953, réclamant aux pays exportateurs de baisser le prix maximum de 2,05 à 2 dollars. L'Angleterre veut par cette stratégie faire disparaître l'Accord international sur le Blé de 1949, qu'elle accuse d'être un des facteurs responsable des prix élevés de cette céréale. En août 1953, Londres demande même des soumissions au gouvernement russe pour 23 millions de boisseaux de blé.

### Les trois nouveaux accords internationaux sur le blé
Trois nouveaux accords internationaux sur le blé sont signés en 1953, 1956, et 1959. Celui de 1953, donne compétence au Conseil international des céréales pour examiner et trancher les différends relatifs à l'interprétation ou à l'application de l'accord. Aucun recours n'est prévu devant une juridiction internationale, ce qui a amené le Royaume-Uni, plus important des pays importateurs, à réclamer le recours possible à une instance arbitrale extérieure, en se plaignant du fait que 1 000 voix étaient attribuées aux quatre pays exportateurs, soit autant que les 42 pays importateurs.
Les États-Unis, largement exportateurs, ont par contre fortement insisté sur le maintien du système en vigueur en 1949. Un compromis sera trouvé, prévoyant l'arbitrage d'une commission consultative d'experts agissant en leur capacité.

### L'URSS devient premier producteur mondial
À la mort de Staline en 1953, l'agriculture soviétique reste mal en point : malgré des cours mondiaux élevés, la récolte de céréales est inférieure de 4 millions de tonnes à celle – certes exceptionnelle – de 1913, mais avec une population supérieure de près de 40 millions d'individus. Son successeur Khrouchtchev obtient de meilleurs résultats, grâce à une mécanisation qui s'est développée au cours des quinze dernières années. Le nombre de tracteurs a plus que doublé de 1940 à 1953, passant de 684 000 à 1 239 000 ; le nombre de moissonneuses-batteuses a augmenté dans le même temps de 182 000 à 318 000 et le nombre de camions a presque doublé à 424 000. Ces chiffres indiquent, il est vrai, la quantité de machines livrées et en fonctionnement théorique et masquent le nombre de machines immobilisées ou laissées à l'abandon, faute de pièces de rechange, de réparations ou, même, de conducteurs.
À l'issue des années 1950, l'URSS est le premier producteur mondial de blé, loin devant l'Europe et les États-Unis, après quinze années au cours desquelles ses récoltes céréalières ont considérablement progressé. Après avoir reculé au cours des 37 premières années d'existence de l'URSS, la production agricole de l'URSS a décollé à partir de la seconde moitié des années 1940, en particulier pour les céréales, alors que seuls le coton et les betteraves avaient progressé dès la fin de la Seconde Guerre mondiale.
| Année | Céréales | Coton (brut) | Betterave sucrière |
| ----- | -------- | ------------ | ------------------ |
| 1913  | 92,3     | 0,42         | 11,3               |
| 1940  | 95,6     | 2,24         | 18,0               |
| 1945  | 47,3     | 1,16         | 5,5                |
| 1950  | 81,2     | 3,5          | 20,8               |
| 1960  | 125,5    | 4,29         | 57,7               |
| 1965  | 121,1    | 5,66         | 72,3               |
| 1970  | 186,8    | 6,89         | 78,3               |
| 1986  | 210,0    | 8,3          | 79,3               |

Les cinq premiers producteurs de blé en 1960, en pourcentage de l'offre mondiale :
| URSS | Europe | États-Unis | Chine | Canada | Argentine | Autres |
| 25 % | 16 %   | 16 %       | 9 %   | 6 %    | 3 %       | 19 %   |

### En 1954, le marché commun des céréales entre la France et la Tunisie

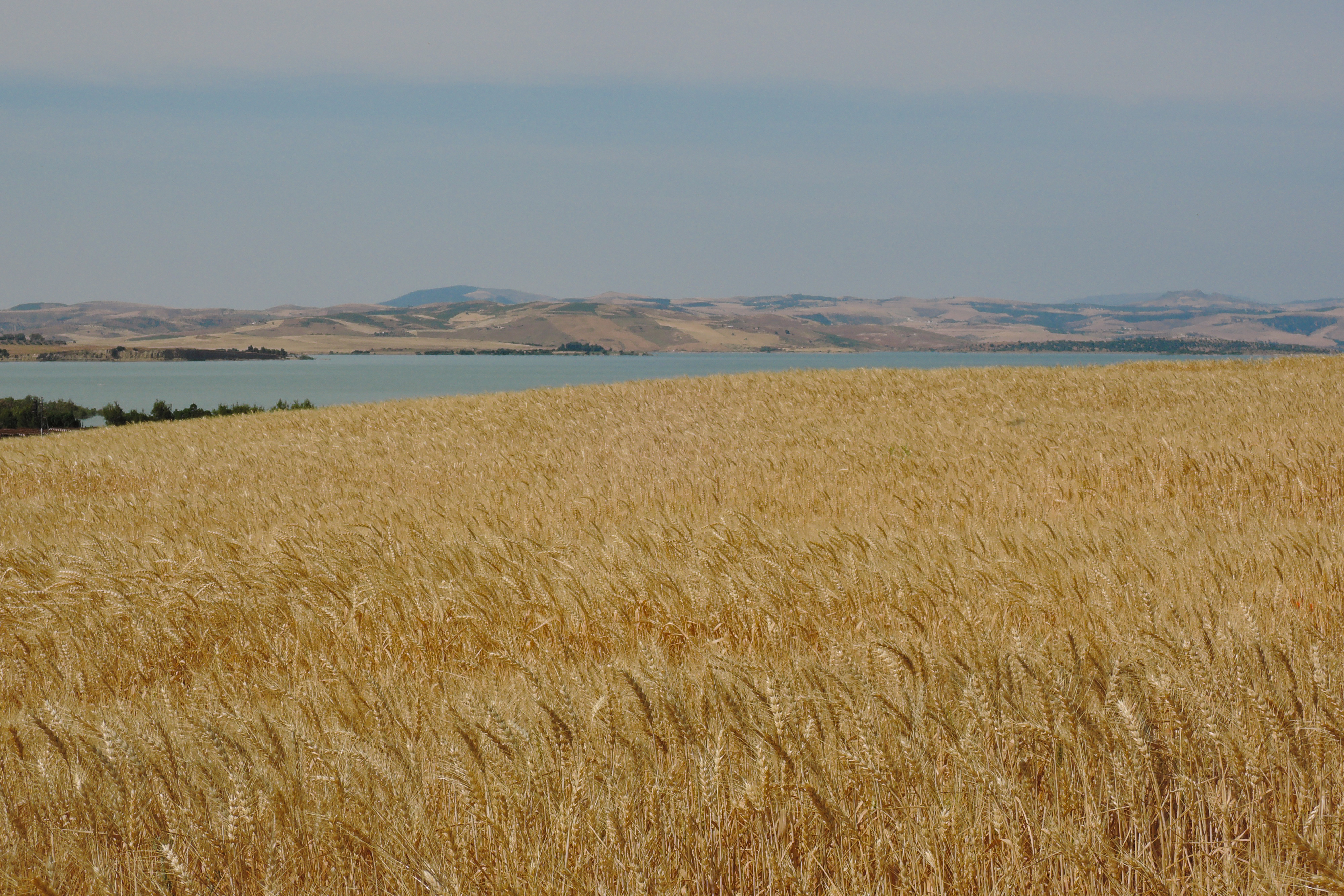
Céréales près du barrage de Sidi Salem

Les céréales étaient présentes en Tunisie, avant l'indépendance : blé dur, orge commune et blé tendre, avec la culture de type pluvia d'une des variétés hybrides de l'École d'Agriculture de Philippeville, exportée en partie vers la Métropole française. Robert Schuman évoque en 1950 l’indépendance de la Tunisie en plusieurs étapes, mais les émeutes et leur répression des années 1953 et 1954, mettent fin au Protectorat français de Tunisie. L’agriculture passe de 29 % à 22 % de l'économie avec la nationalisation des 850 000 hectares exploités par des sociétés françaises et des colons.
Par la création d'une communauté franco-tunisienne des produits céréaliers, en avance d'une décennie sur l'Organisation commune de marché des céréales en Europe, la Tunisie réalise une harmonisation de deux législations calquées ou presque l'une sur autre. Cinq mois plus tard, un marché de l'huile d'olive a aussi été créé, le 13 novembre 1954, après de longues négociations, avec une garantie d'achat à prix fixe.
La Tunisie a un intérêt à ce marché commun en raison du déficit de la récolte métropolitaine de blé dur, dont la consommation croît en France : au cours des deux premières années, elle a exporté en moyenne annuelle près d'un million de quintaux de blé dur, même si elle a dû importer du blé tendre et de l'orge. Sur la période 1948 à 1956, elle a exporté en moyenne plus de 1,13 million de quintaux de blé dur et 0,69 million de quintaux d'orge vers l'Europe. Le Bulletin Technique des Agriculteurs du Lauragais mentionne les inquiétudes locales sur les quantités importantes de blé dur tunisien importées en Métropole.
Les textes prévoient que le prix de certaines céréales produites en Tunisie est garanti au même taux que celui des céréales métropolitaines. Les céréaliers tunisiens profitent ainsi du prix garanti applicable en France. La France doit absorber un million de quintaux de blé dur par an à un prix moyen supérieur de quelque 2 000 francs par quintal au prix international de blé tendre et d'environ 1 200 francs par quintal au prix international de blé dur, soit un transfert d'un milliard et demi de francs par an financé par les contribuables français, représentant 0,01 % du produit national brut. Côté tunisien, c'est l'équivalent de près de 20 % de la valeur des exportations de céréales.
Après l'abandon de ce système en Tunisie, puis la nationalisation, le 12 mai 1964, des terres de la colonisation, les récoltes vont progresser moins vite que la population tunisienne, même si l’agriculture a enregistré des taux de croissance importants, dans les années 1970 avec près de 8 % par an permettant au pays d’atteindre un niveau de sécurité alimentaire, grâce aux crédits de la Banque nationale agricole.

### L'Inde privilégie l'importation des céréales
En, 1956, l'accord commercial céréalier signé par l'Inde avec les États-Unis facilite les importations de blé en permettant le paiement en roupies par l'Inde. Du coup, les années 1950 furent la seule décennie de l'Inde indépendante au cours desquelles le consommateur fut privilégié au détriment des producteurs : la concurrence de ces importations céréalières occidentales fit stagner les superficies emblavées par les paysans.